# Brian McNamara
Brian McNamara (Long Island, 21 novembre 1960) è un attore statunitense.

## Filmografia parziale

### Cinema
- Flamingo Kid (The Flamingo Kid), regia di Garry Marshall (1984)
- Corto circuito (Short Circuit), regia di John Badham (1986)
- Il pomo di Adamo (In the Mood), regia di Phil Alden Robinson (1987)
- Due palle in buca (Caddyshack 2), regia di Allan Arkush (1988)
- Poliziotti in gabbia (Police Story: Monster Manor), regia di Aaron Lipstadt (1988)
- Aracnofobia (Aracnophobia), regia di Frank Marshall (1990)
- Vediamoci stasera... porta il morto (Mystery Date), regia di Jonathan Wacks (1991)
- Party di capodanno (When the Party's Over), regia di Matthew Irmas (1993)
- Fuori in 60 secondi (Gone in 60 Seconds), regia di Dominic Sena (2000)
- Scatto mortale - Paparazzi (Paparazzi), regia di Paul Abascal (2004)
- Il nome del mio assassino (I Know Who Killed Me), regia di Chris Sivertson (2007)

### Televisione
- La signora in giallo (Murder, She Wrote) – serie TV, episodi 8x10-9x02-12x04 (1991-1995)
- Star Trek: Voyager – serie TV, episodio 5x22 (1999)
- E.R. - Medici in prima linea (ER) – serie TV, un episodio (2002)
- The O.C. (The O.C.) – serie TV, 3 episodi (2003-2004)
- Zack e Cody al Grand Hotel (The Suite Life of Zack and Cody) – serie TV, un episodio (2005)
- Detective Monk (Monk) – serie TV, episodio 5x06 (2006)
- NCIS: Los Angeles - serie TV, episodio 2x05 (2010)
- The Glades – serie TV, episodio 4x13 (2013)
- Perception – serie TV, episodio 3x02 (2014)
- Castle – serie TV, episodio 7x19 (2015)
- Hawaii Five-0 - serie TV, episodio 7x22 (2016)
- NCIS - Unità anticrimine (NCIS) – serie TV, episodio 16x19 (2019)

## Doppiatori italiani
Nelle versioni in italiano delle opere in cui ha recitato, Brian McNamara è stato doppiato da:
- Massimo De Ambrosis in Due palle in buca, Magnum P.I.
- Fabrizio Pucci in Zack e Cody al Grand Hotel, Castle
- Roberto Draghetti in NCIS: Los Angeles, The Glades
- Vittorio De Angelis in Aracnofobia
- Francesco Bulckaen in La signora in giallo (ep. 8x10)
- Massimo Rossi ne La signora in giallo (ep. 9x02)
- Mauro Gravina ne La signora in giallo (ep. 12x04)
- Francesco Prando in The O.C.
- Massimo Bitossi in Detective Monk
- Andrea Ward in Criminal Minds
- Luca Biagini in Ghost Whisperer - Presenze
- Davide Marzi in The Mentalist
- Stefano Alessandroni in The Kicks
- Alessandro Ballico in Perception
- Roberto Stocchi in Major Crimes